# Otradny
Otradny (en russe : Отрадный) est une ville de l'oblast de Samara, en Russie. Sa population s'élevait à 47 542 habitants en 2017.

## Géographie
Otradny est située sur la rive gauche de la rivière Bolchoï Kinel, un affluent de la Samara, à 81 km à l'est-nord-est de Samara et à 924 km au sud-est de Moscou.

## Histoire
Le village d'Otradnoïe (Отра́дное) est créé au début des années 1920 par des paysans du village de Tchernavki. En 1946, l'extraction du pétrole donne naissance à la localité de Moukhanovo (Муханово), à proximité d'Otradnoïe. En 1947, elle reçoit le statut de commune urbaine et est renommée Otradny. Au cours de son développement, elle absorbe le village d'Otradnoïe et reçoit le statut de ville en 1956.

## Population
Recensements (*) ou estimations de la population
| 1959*  | 1970*  | 1979*  | 1989*  | 2002*  | 2006   |
| ------ | ------ | ------ | ------ | ------ | ------ |
| 27 889 | 44 426 | 45 246 | 48 767 | 50 048 | 48 933 |

| 2010*  | 2013   | 2014   | 2015   | 2016   | 2017   |
| ------ | ------ | ------ | ------ | ------ | ------ |
| 48 356 | 47 603 | 47 569 | 47 593 | 47 470 | 47 542 |

## Économie
L'économie d'Otradny repose sur l'extraction et le raffinage du pétrole. Elle comprend également des entreprises de matériaux de construction, de produits alimentaires (viande, produits laitiers, pain) et de vêtements.

## Personnalités
- Irina Ivanovna Zulmanova[3] (née en 1934), directrice de l'école d'art, décorée entre autres de l'ordre de l'amitié des peuples et travailleur culturel honoré (en)
- Dimitri Bortnikov[4] (né en 1968), écrivain
- Rafael Sapukov[5] (né en 1998), accordéoniste virtuose, décoré des médailles d'or et d'argent aux jeux delphiques modernes
- Valery Maximov (né en 1971), danseur de ballet
- Viktor Zhiganov (né en 1959), acteur
- Ivan Fiodorovitch Feklov (ru) (1935-2013), contremaître de forage, héros du travail socialiste
- Abdula Sabirzianovitch Sabirzianov (ru) (1900-1973), contremaître du forage, héros du travail socialiste
- Lioubov Berejnaïa-Odinokova, double championne olympique de handball